# Água Fria (Bahia)
Água Fria é um município brasileiro do estado da Bahia.

## História
O território onde se localiza Água Fria era ocupado por Índios tapuias cuja aldeia foi descoberta por padres da Companhia de Jesus, os Jesuítas.
Em junho de 1562 os padres se estabeleceram nesse território devido a fertilidade do solo e escolheram São João Batista como padroeiro.
Nesse período, iniciaram a catequização dos índios e também a construção da igreja que utilizou a mão de obra de índios convertidos e escravos africanos trazidos nos navios negreiros no início do século XVI.
A igreja também abrigava um colégio jesuíta e servia como sede do Terço de Ordenança, com escola de gramática latina além de possuir um Pelourinho, forca na praça e um Senado de Câmara.
Os tapuias locais foram caçados e dizimados, além de serem forçados a trabalhar como escravos nas fazendas.
O nome Água Fria vem da temperatura das águas, das quais os tropeiros liderados por García D'Ávila se abasteciam enquanto exploravam o sertão em direção ao Piauí pela estrada real do Pínda ou estrada real dos Ávilas.
Nesse período o território de Água fria se estendia até Jacobina, conforme os mapas da capitania da Bahia de todos os Santos e por ser uma Comarca Eclesiástica do Brasil Império tinha poder e prestígio.
Água fria foi fundada como Povoação Paroquial em  1718 e foi elevada a município em 1727.

## Turismo
A cidade atrai turistas devido a seus monumentos históricos, cachoeiras e trilhas trazendo assim oportunidade para os turistas explorarem a natureza do local.

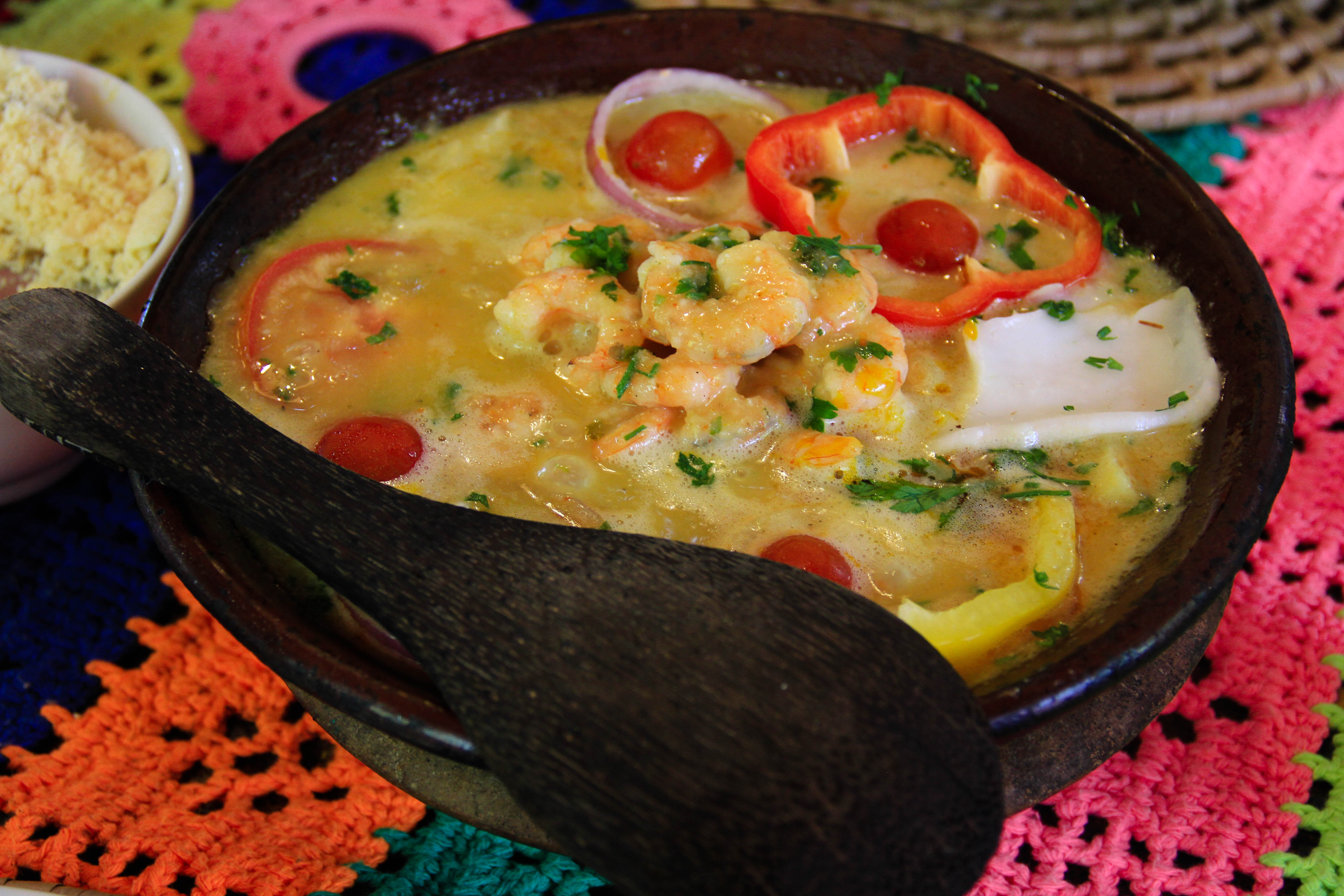
Moqueca

Além disso a gastronomia trás pratos como as moquecas de peixe ou camarão, culinária muito influenciada pelos povos africanos trazidos para o local.